# 文光 (道光进士)
文光（1798年—？），字煥章，號星槎，王氏，内务府汉军正黄旗人。道光元年（1821年）辛巳恩科舉人，三年（1823年）癸未科進士。授山西陽城縣知縣，歷任平定直隸州知州、署朔平府知府、署大同府知府、四川敘州府知府。

## 家族
- 曾祖得福；
- 祖父玉明；
- 叔祖玉亮，都虞司笔帖式；
- 父朱爾杭阿；
- 伯父郭升阿、吉尔通阿，清漪园副苑丞；
- 叔父格圖肯，武英殿六品掌庫[2]；
- 子鍾滙（字德川）；妻瓜爾佳氏（曾祖镶红旗满洲、道光戊戌进士蘇清阿），赫舍里氏（父正蓝旗满洲、江苏督粮道英樸，胞叔文勤公英桂），烏齊格里氏（胞叔正紅旗蒙古、光緒庚辰科進士福楙，祖父道光辛丑科進士三甲多仁，伯祖父道光九年（1829年）進士文端公倭仁）。
- 女一，内务府镶黄旗汉军、道光甲辰进士孙氏啓文继妻。